# Кубок СССР по футболу 1971
30-й розыгрыш Кубка СССР состоялся в марте-августе 1971 года. Обладателем Кубка в девятый раз стал московский «Спартак». В этом розыгрыше в два матча проходили этапы 1/32, 1/16 и 1/8 финала. Предыдущий обладатель Кубка московское «Динамо» выбыло в 1/8 финала.
В розыгрыше кубка СССР участвовали 38 команд — 16 команд высшей лиги и 22 команды первой лиги.

## 1/32 финала
В 1/32 встретились команды, которые по итогам прошлого сезона заняли места ниже 10-го в первой группе класса «А» и новички первой лиги «Металлург» (Запорожье), «Шинник» (Ярославль) и «Кузбасс» (Кемерово). Первые матчи 1/32 финала состоялись 6 марта, ответные — 10 марта.
| Команда 1           | Итог | Команда 2             | 1 матч | 2 матч |
| ------------------- | ---- | --------------------- | ------ | ------ |
| Алга (Фрунзе)       | 3:2  | Текстильщик (Иваново) | 1:1    | 2:1    |
| Кузбасс (Кемерово)  | 2:0  | Волгарь (Астрахань)   | 2:0    | 0:0    |
| Строитель (Ашхабад) | 1:1  | Металлург (Запорожье) | 1:1    | 0:0    |
| Молдова (Кишинев)   | 2:0  | Шинник (Ярославль)    | 2:0    | 0:0    |
| Жальгирис (Вильнюс) | 3:3  | Памир (Душанбе)       | 2:3    | 1:0    |
| Даугава (Рига)      | 1:3  | Уралмаш (Свердловск)  | 1:0    | 0:3    |

## 1/16 финала
| Команда 1              | Итог | Команда 2                 | 1 матч | 2 матч   |
| ---------------------- | ---- | ------------------------- | ------ | -------- |
| Динамо (Киев)          | 3:1  | Алга (Фрунзе)             | 2:1    | 1:0      |
| Спартак (Орджоникидзе) | 1:4  | Динамо (Минск)            | 1:4    | 0:0      |
| Кузбасс (Кемерово)     | 1:4  | Динамо (Москва)           | 0:2    | 1:2      |
| Кайрат (Алма-Ата)      | 3:2  | Днепр (Днепропетровск)    | 1:1    | 2:1      |
| Динамо (Ленинград)     | 0:4  | Заря (Ворошиловград)      | 0:3    | 0:1      |
| Динамо (Тбилиси)       | 2:1  | Крылья Советов (Куйбышев) | 0:0    | 2:1      |
| Нефтчи (Баку)          | 1:0  | Локомотив (Москва)        | 1:0    | 0:0      |
| Зенит (Ленинград)      | 4:0  | Металлист (Харьков)       | 2:0    | 2:0      |
| Спартак (Москва)       | 4:0  | Металлург (Запорожье)     | 3:0    | 1:0      |
| Пахтакор (Ташкент)     | 2:1  | Молдова (Кишинев)         | 1:1    | 1:0      |
| Карпаты (Львов)        | 3:2  | Памир (Душанбе)           | 2:2    | 1:0      |
| Шахтёр (Караганда)     | 2:3  | СКА (Ростов-на-Дону)      | 2:0    | 0:3 д.в. |
| ЦСКА (Москва)          | 3:1  | Торпедо (Кутаиси)         | 1:0    | 2:1      |
| Рубин (Казань)         | 0:2  | Торпедо (Москва)          | 0:1    | 0:1      |
| Шахтёр (Донецк)        | 3:1  | Уралмаш (Свердловск)      | 2:0    | 1:1      |
| Арарат (Ереван)        | 3:2  | Черноморец (Одесса)       | 1:0    | 2:2      |

## 1/8 финала
| Команда 1            | Итог | Команда 2          | 1 матч | 2 матч |
| -------------------- | ---- | ------------------ | ------ | ------ |
| Арарат (Ереван)      | 1:2  | Динамо (Тбилиси)   | 0:0    | 1:2    |
| Динамо (Москва)      | 0:6  | Нефтчи (Баку)      | 0:2    | 0:4    |
| Заря (Ворошиловград) | 1:2  | Кайрат (Алма-Ата)  | 0:0    | 1:2    |
| Зенит (Ленинград)    | 1:0  | Динамо (Киев)      | 0:0    | 1:0    |
| СКА (Ростов-на-Дону) | 2:1  | Карпаты (Львов)    | 2:0    | 0:1    |
| Спартак (Москва)     | 4:1  | Пахтакор (Ташкент) | 3:0    | 1:1    |
| Торпедо (Москва)     | 4:0  | Динамо (Минск)     | 3:0    | 1:0    |
| Шахтёр (Донецк)      | 2:2  | ЦСКА (Москва)      | 0:0    | 2:2    |

## 1/4 финала
| Дата       | Команда 1            | Счёт     | Команда 2         | Голы                                                     |
| ---------- | -------------------- | -------- | ----------------- | -------------------------------------------------------- |
| 01.07.1971 | Динамо (Тбилиси)     | 0:2      | Торпедо (Москва)  | Смирнов 2', 28'                                          |
| 01.07.1971 | Нефтчи (Баку)        | 3:2      | Зенит (Ленинград) | Семиглазов 9', Туаев 21', Банишевский 57' — Кох 24', 74' |
| 01.07.1971 | СКА (Ростов-на-Дону) | 2:1      | Шахтёр (Донецк)   | Матвиенко 44' (пен.), Чихладзе 59' — Шевлюк 12'          |
| 02.07.1971 | Спартак (Москва)     | 1:0 д.в. | Кайрат (Алма-Ата) | Осянин 95'                                               |

## 1/2 финала
| 24 июля 1971 | \| СКА (Ростов-на-Дону) \| 3:1 (1:0) \| Торпедо (Москва) \| \| Бондаренко 44′ · Чихладзе 59′ · Еськов 87′ (пен.) \| Голы \| Чумаков 89′ \| | Стадион: СКА, Ростов-на-Дону Зрителей: Судья: К. Круашвили (Тбилиси) |
| СКА: Бойченко, Могильный, Гетманов, Матвиенко, В. Абрамов, Иванов, Антихович (Александров, 80'), Еськов, Чихладзе, Бондаренко (Антонов, 81'), Кучинскас Главный тренер: Йожеф Беца Торпедо: Банников, Чумаков, Пахомов, Краснов, Юрин, Шустиков, Дегтярёв, Паис, Смирнов (Шалимов, 65'), Никонов, Фетисов (Гершкович, 75') Главный тренер: Виктор Маслов | |                                                                      |
| СКА (Ростов-на-Дону) | 3:1 (1:0) | Торпедо (Москва)                                                     |
| Бондаренко 44′ · Чихладзе 59′ · Еськов 87′ (пен.) | Голы | Чумаков 89′                                                          |

| 24 июля 1971 | \| Спартак (Москва) \| 5:0 (3:0) \| Нефтчи (Баку) \| \| Хусаинов 17′ · Силагадзе 28′ (пен.), 75′ · Логофет 41′ · Егорович 86′ \| Голы \| \| | Стадион: ЦС им. В. И. Ленина, Москва Зрителей: 35 000 Судья: П. Гаврилиади (Сочи) |
| Спартак: Баужа, Логофет, Ольшанский, Ловчев (Боровиков, 60'), Абрамов, Киселёв, Мирзоев (Егорович 75'), Хусаинов, Осянин, Папаев, Силагадзе Главный тренер: Никита Симонян Нефтчи: Крамаренко, Кулиев, Брухтий, Лёгкий, Мирзоян, Семиглазов, Туаев, Стекольников, Банишевский, Зейналов (Абдуллаев, 46'), Смольников Главный тренер: Алекпер Мамедов | |                                                                                   |
| Спартак (Москва) | 5:0 (3:0) | Нефтчи (Баку)                                                                     |
| Хусаинов 17′ · Силагадзе 28′ (пен.), 75′ · Логофет 41′ · Егорович 86′ | Голы |                                                                                   |

## Финал
| 7 августа 1971 | \| Спартак (Москва) \| 2:2 (1:1, 1:1) \| СКА (Ростов-на-Дону) \| \| Хусаинов 6' Логофет 90' \| Голы \| Кучинскас 3' Зинченко 68' \| | Стадион: ЦС им. В. И. Ленина, Москва Зрителей: 100 000 Судья: А. Мильченко (Сухуми) |
| Спартак: Баужа, Логофет, Ольшанский, Боровиков (Егорович 70'), Н. Абрамов, Киселёв, Мирзоев, Хусаинов, Осянин, Папаев (Булгаков 46'), Силагадзе Главный тренер: Никита Симонян СКА: Кудасов, Могильный, Гетманов, Матвиенко, В. Абрамов, Иванов, Кучинскас, Еськов, Чихладзе, Бондаренко (Зинченко 60'), Масляев (Александров 73') Главный тренер: Йожеф Беца | |                                                                                     |
| Спартак (Москва) | 2:2 (1:1, 1:1) | СКА (Ростов-на-Дону)                                                                |
| Хусаинов 6' Логофет 90' | Голы | Кучинскас 3' Зинченко 68'                                                           |

### Дополнительный матч
| 8 августа 1971 | \| Спартак (Москва) \| 1:0 (0:0) \| СКА (Ростов-на-Дону) \| \| Киселёв 55' \| Голы \| \| | Стадион: ЦС им. В. И. Ленина, Москва Зрителей: 50 000 Судья: А. Мильченко (Сухуми) |
| Спартак: Кавазашвили, Логофет, Ольшанский, Ловчев, Осянин (к), Киселёв, Мирзоев, Хусаинов, Калинов, Папаев, Силагадзе (Егорович 56') Главный тренер: Никита Симонян СКА: Кудасов, Могильный, Гетманов, Матвиенко, В. Абрамов, Иванов, Еськов, Кучинскас (Чихладзе 65'), Антонов, Чуркин, Зинченко, Александров Главный тренер: Йожеф Беца |                                                                                          |                                                                                    |
| Спартак (Москва) | 1:0 (0:0)                                                                                | СКА (Ростов-на-Дону)                                                               |
| Киселёв 55' | Голы                                                                                     |                                                                                    |

«Спартак» получил право на участие в Кубке кубков.